# Панов, Павел Сергеевич
Па́вел Серге́евич Пано́в (1895, пос. Городище, Владимирская губерния — 15.11.1940, Алма-Ата) — деятель ГПУ/НКВД СССР, капитан государственной безопасности, начальник УНКВД Северо-Казахстанской области. Входил в состав особой тройки НКВД СССР — органа внесудебного уголовного преследования.

## Биография
Родился в 1895 году в фабричном посёлке Городище Владимирской губернии в семье рабочего-текстильщика.
В 1906 году окончил 3-классную фабричную школу. Работал на фабрике.
В 1917 году вступил в РСДРП(б). В 1917—1918 годах командовал отрядом рабочей самообороны, состоял членом следственной комиссии Кольчугинского совета. В 1918—1921 годах служил в РККА.
С 1921 года деятельность была связана с работой в структурах ВЧК−ОГПУ−НКВД:
- 1921—1924 годы — начальник Особого отдела 2-й стрелковой дивизии 5-й армии, начальник Особого отдела 17-го стрелкового корпуса 5-й армии, начальник Никольско-Уссурийского погранотряда ОГПУ.
- 1924—1929 годы — заместитель начальника погранохраны Приморья; начальник Особого отдела 22-й стрелковой дивизии, начальник Особого отдела 28-й Горской дивизии, начальник Особого отдела 28-й стрелковой дивизии.
- 1929—1931 годы — помощник начальника Майкопского окротдела ГПУ, начальник Майкопского райотдела ГПУ.
- 1931—1934 годы — начальник Армавирского горотдела ГПУ, начальник Особого отдела 10-й кавалерийской дивизии, начальник Особого отдела 4-го стрелкового корпуса, начальник Ставропольского оперативного сектора, начальник Особого отдела 22-й стрелковой дивизии.
- 1934—1937 годы — начальник Восточно-Казахстанского облотдела ГПУ, начальник УНКВД Восточно-Казахстанской области.
- 1937—1939 годы — начальник УНКВД Северо-Казахстанской области. Этот период отмечен вхождением в состав особой тройки, созданной по приказу НКВД СССР от 30.07.1937 № 00447[2] и активным участием в сталинских репрессиях[3].

## Завершающий этап
Арестован 13 апреля 1939 года. Приговорён 31 августа 1940 года к ВМН по статье 193-17 «б» (воинские должностные преступления — злоупотребление властью при наличии особо отягчающих обстоятельств) УК РСФСР Военным трибуналом войск НКВД Казахской ССР. Расстрелян 15 ноября 1940 года в Алма-Ате.

## Награды
- Почётный сотрудник госбезопасности V
- Почётный сотрудник госбезопасности XV (25.4.1934)
- Орден Красной Звезды (19.12.1937).
- Медаль XX лет Рабоче-Крестьянской Красной Армии (22.2.1938)